# Ruiny kościoła w Hvalsey
Ruiny kościoła w Hvalsey (duń. Hvalsø Kirke) – pozostałości średniowiecznego kościoła znajdujące się w Hvalsey na Grenlandii. Jest to najlepiej zachowany nordycki kościół na wyspie.
Dokładna data budowy kościoła nie jest znana, ale przyjmuje się, że miało to miejsce ok. 1300 roku. Znaleziska archeologiczne wskazują, że wcześniej w tym miejscu znajdowały się pochówki. W kilku późnośredniowiecznych dokumentach został on wymieniony jako jeden z 10-14 kościołów parafialnych powstałych w Osiedlu Wschodnim.
Obiekt ulokowany jest na wąskim pasie ziemi biegnącym między skałami, a brzegiem fiordu ok. 70 m od jego zbocza. Zbudowany jest z granitowych kamieni ciosowych na planie prostokąta o wymiarach 16×8 m. Ściany mierzą ok. 1,5 m grubości. Ściany szczytowe mają 5–6 m wysokości, choć przypuszczalnie pierwotnie były o 2 m wyższe. Natomiast boczne mierzą 4 m. Otwory w oknach wewnątrz są szersze niż na zewnątrz co jest bardziej charakterystyczne dla wczesnych kościołów angielskich niż islandzkich. Dach się nie zachował, ale wykonany był najprawdopodobniej z drewna i darni. Zastosowano również zaprawę, którą wykonano z pokruszonych muszli, ale nie wiadomo, czy ściany również były nią pokryte. Wnętrze mogło pomieścić 30-35 osób.
W pobliżu kościoła znajdują się pozostałości typowego wikińskiego gospodarstwa, którego był częścią. W jego skład wchodził duży budynek mieszkalny, który posiadał jedenaście pomieszczeń, salę biesiadną oraz kojce dla zwierząt. W pobliżu budynku głównego znajdowały się pozostałe zagrody dla zwierząt, wybieg dla koni oraz magazyn.
Budynek mieszkalny zbudowano na miejscu wcześniejszego budynku, który pochodził z czasów Eryka Rudego i był być może domem Thorkella Farserka, kuzyna Eryka.
14 lub 16 września 1408 roku odbył się w kościele ślub Thorsteina Olafssona i Sigrid Björnsdóttir. Wydarzenie to wspomniał w liście ksiądz z Gardar i jest to ostatnia udokumentowana relacja z nordyckiej Grenlandii.